# Bahnstrecke Mellerud–Arvika
| Bahn-Klappbrücke über den Dalsland-Kanal bei Håverud |                                             |                                                        |                                                        |
| Streckennummer: | 71                                          |                                                        |                                                        |
| Streckenlänge: | 163 km                                      |                                                        |                                                        |
| Spurweite: | 1435 mm (Normalspur)                        |                                                        |                                                        |
| Maximale Neigung: | 20 ‰                                        |                                                        |                                                        |
| Streckengeschwindigkeit: | Bandel 662 (Mellerud)–Billingsfors: 80 km/h |                                                        |                                                        |
| |                                             |                                                        |                                                        |
| \| \| \| Värmlandsbanan von Kil \| \| \| \| 163,3 \| Arvika \| 50 m ö.h. \| \| \| 159,8 \| Gilserud \| 73 m ö.h. \| \| \| \| Värmlandsbanan nach Oslo \| \| \| \| 157,4 \| Jössefors östra \| Jössefors östra \| \| \| \| Jösseälven \| \| \| \| 155,0 \| Jössefors \| 87 m ö.h. \| \| \| 150,6 \| Rådana \| Rådana \| \| \| 146,3 \| Kroksbol \| Kroksbol \| \| \| 142,8 \| Våxvik \| Våxvik \| \| \| 133,9 \| Koppom \| 123 m ö.h. \| \| \| 133,3 \| Koppoms bruks lastspår \| Koppoms bruks lastspår \| \| \| 130,3 \| Beted \| 123 m ö.h. \| \| \| \| Bahnstrecke Beted–Skillingsfors nach Skillingsfors \| \| \| \| 124,8 \| Mosstakan (früher Bhf.) \| Mosstakan (früher Bhf.) \| \| \| 119,5 \| Månserud \| Månserud \| \| \| 114,5 \| Vännacka \| 153 m ö.h. \| \| \| \| Stenslanda \| \| \| \| 104,1 \| Högelian \| Högelian \| \| \| 101,5 \| Silbodal \| Silbodal \| \| \| 95,9 \| Årjäng \| 110 m ö.h. \| \| \| \| Bahnstrecke Åmål–Årjäng nach Åmål \| \| \| \| \| Beginn Draisinenbetrieb durch DVVJ \| \| \| \| 93,8 \| Kyrkerud (seit 1976) \| Kyrkerud (seit 1976) \| \| \| 90,9 \| Björnåsen \| Björnåsen \| \| \| 81,8 \| Blomskog \| 109 m ö.h. \| \| \| 74,4 \| Rösstegen \| Rösstegen \| \| \| \| Dalsland-Kanal \| \| \| \| 67,7 \| Gustavsfors \| 112 m ö.h. \| \| \| 59,8 \| Kråkviken \| 102 m ö.h. \| \| \| 57,5 \| Skifors (ab 1977) \| Skifors (ab 1977) \| \| \| 51,8 \| Svärdlång \| Svärdlång \| \| \| \| Ende Draisinenbetrieb \| \| \| \| 43,779 \| Bengtsfors (bis 1960 Bengtsfors Östra) \| 113 m ö.h. \| \| \| \| Länsväg 172 \| \| \| \| 40,651 \| Tjugonde slussen1 (Dalsland-Kanal, Drehbrücke) \| Tjugonde slussen1 (Dalsland-Kanal, Drehbrücke) \| \| \| 39,2 \| Billingsfors oljespår \| Billingsfors oljespår \| \| \| 38,805 \| Billingsfors Norra \| Billingsfors Norra \| \| \| 38,785 \| Infrastrukturgrenze Stiftung DVVJ – Trafikverket \| Infrastrukturgrenze Stiftung DVVJ – Trafikverket \| \| \| \| Länsväg 164, Länsväg 172 \| \| \| \| \| Schmalspurbahn Uddevalla–Bengtsfors von Bengtsfors V \| \| \| \| 38,216 \| Billingsfors \| 85 m ö.h. \| \| \| \| Schmalspurbahn Uddevalla–Bengtsfors nach Uddevalla \| \| \| \| 34,620 \| Friluftsgården \| Friluftsgården \| \| \| 32,221 \| Långbron \| Långbron \| \| \| \| Dalsland-Kanal (Klappbrücke) \| \| \| \| \| Långbrohöljen \| \| \| \| 29,985 \| Dals Långed \| 71 m ö.h. \| \| \| 23,850 \| Tisselskog (früher Bhf.) \| Tisselskog (früher Bhf.) \| \| \| 18,460 \| Buterud (früher Bhf.) \| Buterud (früher Bhf.) \| \| \| 15,760 \| Råsjön \| Råsjön \| \| \| 15,080 \| Håverud (früher Bhf.) \| 68 m ö.h. \| \| \| \| Dalsland-Kanal (Klappbrücke) \| \| \| \| 13,9 \| Håfreströms lastspår (bis 1975 Industriebahn [600 mm]) \| Håfreströms lastspår (bis 1975 Industriebahn [600 mm]) \| \| \| 12,482 \| Åsensbruk (von 1975 bis 1985 Håvreström) \| 51 m ö.h. \| \| \| 9,712 \| Skållerud \| Skållerud \| \| \| \| Länsväg O 2221 \| \| \| \| 6,405 \| Ingribyn \| Ingribyn \| \| \| \| Europastraße 45 \| \| \| \| \| Vänerbanan von Åmål \| \| \| \| \| Dalslands Järnväg von Sunnanå (2,1 km) \| \| \| \| 0,000 \| Mellerud \| 55 m ö.h. \| \| \| \| Dalslands Järnväg nach Bäckefors \| \| \| \| \| Vänerbanan nach Göteborg \| \| \| \| \| \| \| \| Quellen: [2] 1auf Deutsch: „Zwanzigste Schleuse“ \| \| \| \| |                                             |                                                        |                                                        |
| Strecke |                                             | Värmlandsbanan von Kil                                 | Värmlandsbanan von Kil                                 |
| Bahnhof | 163,3                                       | Arvika                                                 | 50 m ö.h.                                              |
| ehemaliger Dienststation / Betriebs- oder Güterbahnhof | 159,8                                       | Gilserud                                               | 73 m ö.h.                                              |
| Abzweig ehemals geradeaus und nach rechts |                                             | Värmlandsbanan nach Oslo                               | Värmlandsbanan nach Oslo                               |
| Haltepunkt / Haltestelle (Strecke außer Betrieb) | 157,4                                       | Jössefors östra                                        | Jössefors östra                                        |
| Brücke über Wasserlauf (Strecke außer Betrieb) |                                             | Jösseälven                                             | Jösseälven                                             |
| Bahnhof (Strecke außer Betrieb) | 155,0                                       | Jössefors                                              | 87 m ö.h.                                              |
| Haltepunkt / Haltestelle (Strecke außer Betrieb) | 150,6                                       | Rådana                                                 | Rådana                                                 |
| Haltepunkt / Haltestelle (Strecke außer Betrieb) | 146,3                                       | Kroksbol                                               | Kroksbol                                               |
| Haltepunkt / Haltestelle (Strecke außer Betrieb) | 142,8                                       | Våxvik                                                 | Våxvik                                                 |
| Bahnhof (Strecke außer Betrieb) | 133,9                                       | Koppom                                                 | 123 m ö.h.                                             |
| Blockstelle (Strecke außer Betrieb) | 133,3                                       | Koppoms bruks lastspår                                 | Koppoms bruks lastspår                                 |
| Bahnhof (Strecke außer Betrieb) | 130,3                                       | Beted                                                  | 123 m ö.h.                                             |
| Abzweig geradeaus und nach rechts (Strecke außer Betrieb) |                                             | Bahnstrecke Beted–Skillingsfors nach Skillingsfors     | Bahnstrecke Beted–Skillingsfors nach Skillingsfors     |
| Haltepunkt / Haltestelle (Strecke außer Betrieb) | 124,8                                       | Mosstakan (früher Bhf.)                                | Mosstakan (früher Bhf.)                                |
| Haltepunkt / Haltestelle (Strecke außer Betrieb) | 119,5                                       | Månserud                                               | Månserud                                               |
| Bahnhof (Strecke außer Betrieb) | 114,5                                       | Vännacka                                               | 153 m ö.h.                                             |
| Haltepunkt / Haltestelle (Strecke außer Betrieb) |                                             | Stenslanda                                             | Stenslanda                                             |
| Haltepunkt / Haltestelle (Strecke außer Betrieb) | 104,1                                       | Högelian                                               | Högelian                                               |
| Haltepunkt / Haltestelle (Strecke außer Betrieb) | 101,5                                       | Silbodal                                               | Silbodal                                               |
| Bahnhof (Strecke außer Betrieb) | 95,9                                        | Årjäng                                                 | 110 m ö.h.                                             |
| Abzweig geradeaus und nach links (Strecke außer Betrieb) |                                             | Bahnstrecke Åmål–Årjäng nach Åmål                      | Bahnstrecke Åmål–Årjäng nach Åmål                      |
| Wechsel des Eisenbahninfrastrukturunternehmens (Strecke außer Betrieb) |                                             | Beginn Draisinenbetrieb durch DVVJ                     | Beginn Draisinenbetrieb durch DVVJ                     |
| Haltepunkt / Haltestelle (Strecke außer Betrieb) | 93,8                                        | Kyrkerud (seit 1976)                                   | Kyrkerud (seit 1976)                                   |
| Haltepunkt / Haltestelle (Strecke außer Betrieb) | 90,9                                        | Björnåsen                                              | Björnåsen                                              |
| Bahnhof (Strecke außer Betrieb) | 81,8                                        | Blomskog                                               | 109 m ö.h.                                             |
| Haltepunkt / Haltestelle (Strecke außer Betrieb) | 74,4                                        | Rösstegen                                              | Rösstegen                                              |
| Brücke über Wasserlauf (Strecke außer Betrieb) |                                             | Dalsland-Kanal                                         | Dalsland-Kanal                                         |
| Bahnhof (Strecke außer Betrieb) | 67,7                                        | Gustavsfors                                            | 112 m ö.h.                                             |
| Bahnhof (Strecke außer Betrieb) | 59,8                                        | Kråkviken                                              | 102 m ö.h.                                             |
| Haltepunkt / Haltestelle (Strecke außer Betrieb) | 57,5                                        | Skifors (ab 1977)                                      | Skifors (ab 1977)                                      |
| Haltepunkt / Haltestelle (Strecke außer Betrieb) | 51,8                                        | Svärdlång                                              | Svärdlång                                              |
| Wechsel des Eisenbahninfrastrukturunternehmens (Strecke außer Betrieb) |                                             | Ende Draisinenbetrieb                                  | Ende Draisinenbetrieb                                  |
| Kopfbahnhof Strecke bis hier außer Betrieb | 43,779                                      | Bengtsfors (bis 1960 Bengtsfors Östra)                 | 113 m ö.h.                                             |
| Brücke |                                             | Länsväg 172                                            | Länsväg 172                                            |
| | 40,651                                      | Tjugonde slussen1 (Dalsland-Kanal, Drehbrücke)         | Tjugonde slussen1 (Dalsland-Kanal, Drehbrücke)         |
| Abzweig geradeaus und ehemals von rechts | 39,2                                        | Billingsfors oljespår                                  | Billingsfors oljespår                                  |
| Haltepunkt / Haltestelle | 38,805                                      | Billingsfors Norra                                     | Billingsfors Norra                                     |
| Wechsel des Eisenbahninfrastrukturunternehmens | 38,785                                      | Infrastrukturgrenze Stiftung DVVJ – Trafikverket       | Infrastrukturgrenze Stiftung DVVJ – Trafikverket       |
| Bahnübergang |                                             | Länsväg 164, Länsväg 172                               | Länsväg 164, Länsväg 172                               |
| Abzweig geradeaus und ehemals von rechts |                                             | Schmalspurbahn Uddevalla–Bengtsfors von Bengtsfors V   | Schmalspurbahn Uddevalla–Bengtsfors von Bengtsfors V   |
| Bahnhof | 38,216                                      | Billingsfors                                           | 85 m ö.h.                                              |
| Abzweig geradeaus und ehemals nach rechts |                                             | Schmalspurbahn Uddevalla–Bengtsfors nach Uddevalla     | Schmalspurbahn Uddevalla–Bengtsfors nach Uddevalla     |
| Haltepunkt / Haltestelle | 34,620                                      | Friluftsgården                                         | Friluftsgården                                         |
| Haltepunkt / Haltestelle | 32,221                                      | Långbron                                               | Långbron                                               |
| |                                             | Dalsland-Kanal (Klappbrücke)                           |                                                        |
| Brücke über Wasserlauf |                                             | Långbrohöljen                                          | Långbrohöljen                                          |
| Bahnhof | 29,985                                      | Dals Långed                                            | 71 m ö.h.                                              |
| Haltepunkt / Haltestelle | 23,850                                      | Tisselskog (früher Bhf.)                               | Tisselskog (früher Bhf.)                               |
| Haltepunkt / Haltestelle | 18,460                                      | Buterud (früher Bhf.)                                  | Buterud (früher Bhf.)                                  |
| ehemalige Blockstelle | 15,760                                      | Råsjön                                                 | Råsjön                                                 |
| Haltepunkt / Haltestelle | 15,080                                      | Håverud (früher Bhf.)                                  | 68 m ö.h.                                              |
| |                                             | Dalsland-Kanal (Klappbrücke)                           |                                                        |
| ehemalige Blockstelle | 13,9                                        | Håfreströms lastspår (bis 1975 Industriebahn [600 mm]) | Håfreströms lastspår (bis 1975 Industriebahn [600 mm]) |
| Bahnhof | 12,482                                      | Åsensbruk (von 1975 bis 1985 Håvreström)               | 51 m ö.h.                                              |
| ehemaliger Haltepunkt / Haltestelle | 9,712                                       | Skållerud                                              | Skållerud                                              |
| Strecke mit Straßenbrücke |                                             | Länsväg O 2221                                         | Länsväg O 2221                                         |
| ehemaliger Haltepunkt / Haltestelle | 6,405                                       | Ingribyn                                               | Ingribyn                                               |
| Bahnübergang |                                             | Europastraße 45                                        | Europastraße 45                                        |
| Abzweig geradeaus und von links |                                             | Vänerbanan von Åmål                                    | Vänerbanan von Åmål                                    |
| Abzweig geradeaus und ehemals von links |                                             | Dalslands Järnväg von Sunnanå (2,1 km)                 | Dalslands Järnväg von Sunnanå (2,1 km)                 |
| Bahnhof | 0,000                                       | Mellerud                                               | 55 m ö.h.                                              |
| Abzweig geradeaus und ehemals nach rechts |                                             | Dalslands Järnväg nach Bäckefors                       | Dalslands Järnväg nach Bäckefors                       |
| Strecke |                                             | Vänerbanan nach Göteborg                               | Vänerbanan nach Göteborg                               |
| |                                             |                                                        |                                                        |
| Quellen: 1auf Deutsch: „Zwanzigste Schleuse“ |                                             |                                                        |                                                        |

Die Bahnstrecke Mellerud–Arvika ist eine 163 Kilometer lange normalspurige Bahnstrecke in Schweden. Sie wurde von der am 2. November 1914 gegründeten Dal–Västra Värmlands Järnvägsaktiebolag in mehreren Abschnitten erbaut, nachdem eine rund zehnjährige Diskussion über die Streckenführung vorangegangen war. Die Strecke ist heute nur noch teilweise in Betrieb.

## Planungen
Die Strecke wurde auf vielen Abschnitten parallel zum Dalsland-Kanal gebaut. Den dortigen Industriebetrieben war der Transport der Waren auf dem Wasserweg zu langsam, zudem konnte der Kanal im Winter nicht benutzt werden. Gemäß den Bedingungen der Konzession sollte der späteste Baubeginn am 1. Oktober 1916 sein und die endgültige Inbetriebnahme am 1. Oktober 1922 erfolgen.
Die Bauabschnitte wurden wie folgt vergeben:
- Mellerud–Billingsfors, 38 km; Bauleiter Karl Ludvig Gunnarsson wurde beauftragt, die Bauarbeiten begannen zum Jahreswechsel 1915/16 und die Strecke sollte am 1. Oktober 1920 eröffnet werden.
- Arvika–Vännacka, 48 km; der Bauauftrag ging an Skånska Cementgjuteriet, hier begannen die Bauarbeiten zum Jahreswechsel 1915/1916.
- Billingsfors–Blomskog, 43 km; den Bauvertrag erhielt Gunnarsson  am 16. Dezember 1921, er sah eine Fertigstellung bis zum 1. Oktober 1926 vor.
- Vännacka–Blomskog, 34 km; Bauauftrag am 28. Juni 1923 an Skånska Cementgjuteriet, Fertigstellung am 1. Oktober 1926 geplant.

## Bau der Streckenabschnitte

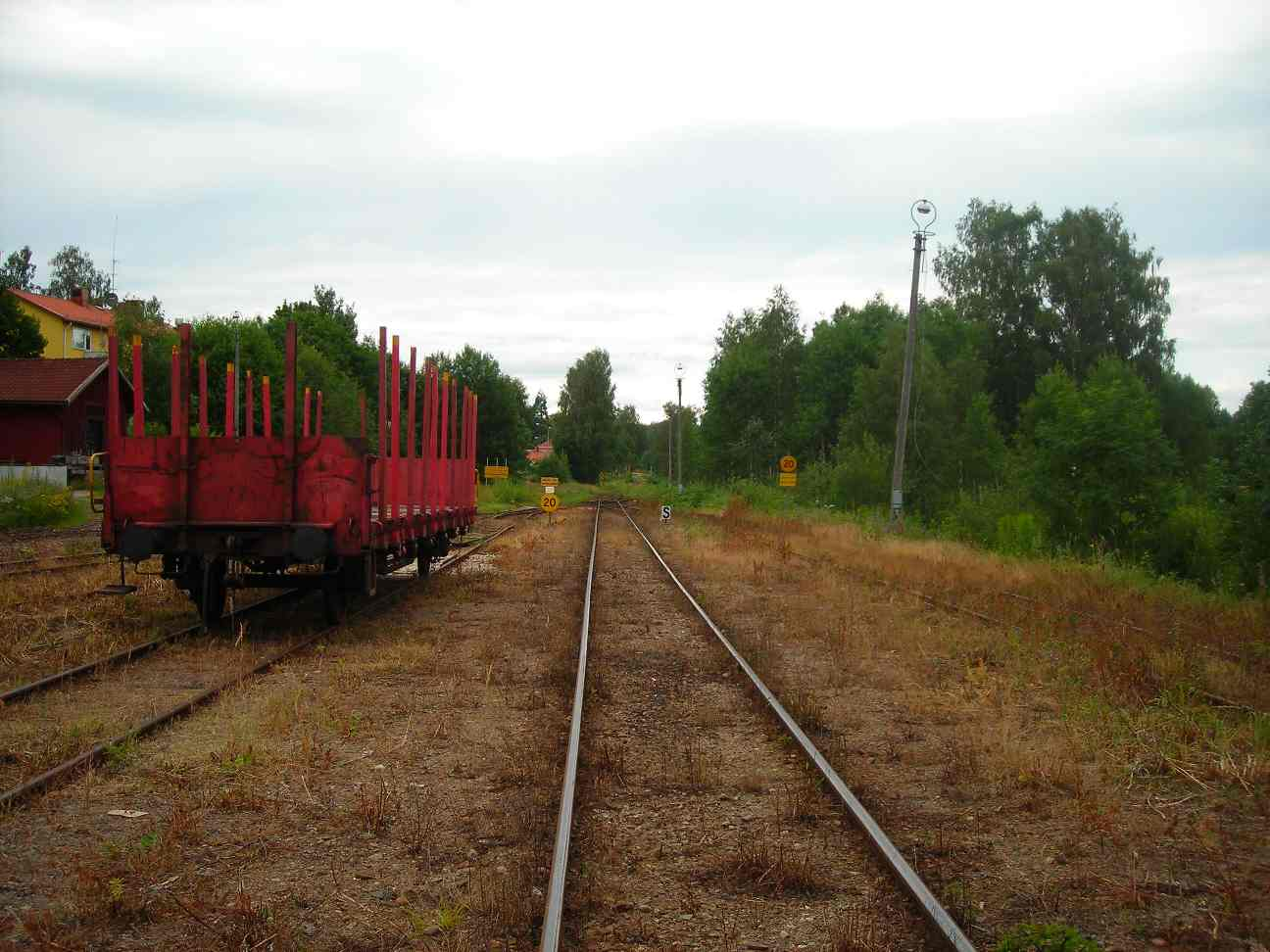
Güterwagen in Billingsfors

Die schlechte wirtschaftliche Lage nach dem Ersten Weltkrieg, Preiserhöhungen durch Inflation, teureres Material, steigende Lohnkosten und Arbeitskämpfe sorgten dafür, dass diese Planungen nicht eingehalten werden konnte. Nach vielen Rückschlägen und der manchmal drohenden Gefahr der Einstellung der gesamten Bauarbeiten wurde am 13. Dezember 1923 der 13 Kilometer lange Streckenabschnitt Mellerud–Åsensbruk für den vorläufigen Güterverkehr freigegeben. Am  9. Dezember 1925 folgte das 25 Kilometer lange Streckenstück Åsensbruk–Billingsfors, ebenfalls für den vorläufigen Güterverkehr. Dann kamen am 28. September 1926 29 Kilometer von Arvika nach Gilserud mit der gleichen Beschränkung hinzu.
Auf der Strecke Arvika–Gilserud war ursprünglich der Bau eines parallelen Gleises zur Nordvästra stambana geplant. Aus Kostengründen wurde mit den SJ vereinbart, diesen Abschnitt gemeinsam zu betreiben. Am 1. Januar 1927 wurde die 44 Kilometer lange Strecke zwischen Mellerud und Bengtsfors Ö für den allgemeine Güter- und Personenverkehr eröffnet. Die nächste Übergabe erfolgte am 17. Dezember 1927 zwischen Bengtsfors Ö und Blomskog, hier erfolgte auf 38 Kilometern die vorläufige Betriebsaufnahme für den Güterverkehr. Am 1. März 1928 konnte endlich nach einer Bauzeit von zwölf Jahren der verbleibende Teil Bengtsfors Ö–Gilserud–(Arvika) für Stückgut, Güter und Passagiere in Betrieb genommen werden.
| Streckenabschnitt         | Eröffnung provisorischer Güterverkehr | Eröffnung Gesamtverkehr |
| ------------------------- | ------------------------------------- | ----------------------- |
| Mellerud–Åsensbruk        | 13. Dezember 1923                     | 1. Januar 1927          |
| Åsensbruk–Billingsfors    | 9. Dezember 1925                      | 1. Januar 1927          |
| Arvika–Gilserud           | 28. September 1926                    | 1. März 1928            |
| Billingsfors–Bengtsfors Ö |                                       | 1. Januar 1927          |
| Bengtsfors Ö–Blomskog     | 17. Dezember 1927                     | 1. März 1928            |
| Blomskog–Gilserud         |                                       | 1. März 1928            |

## Bauwerke

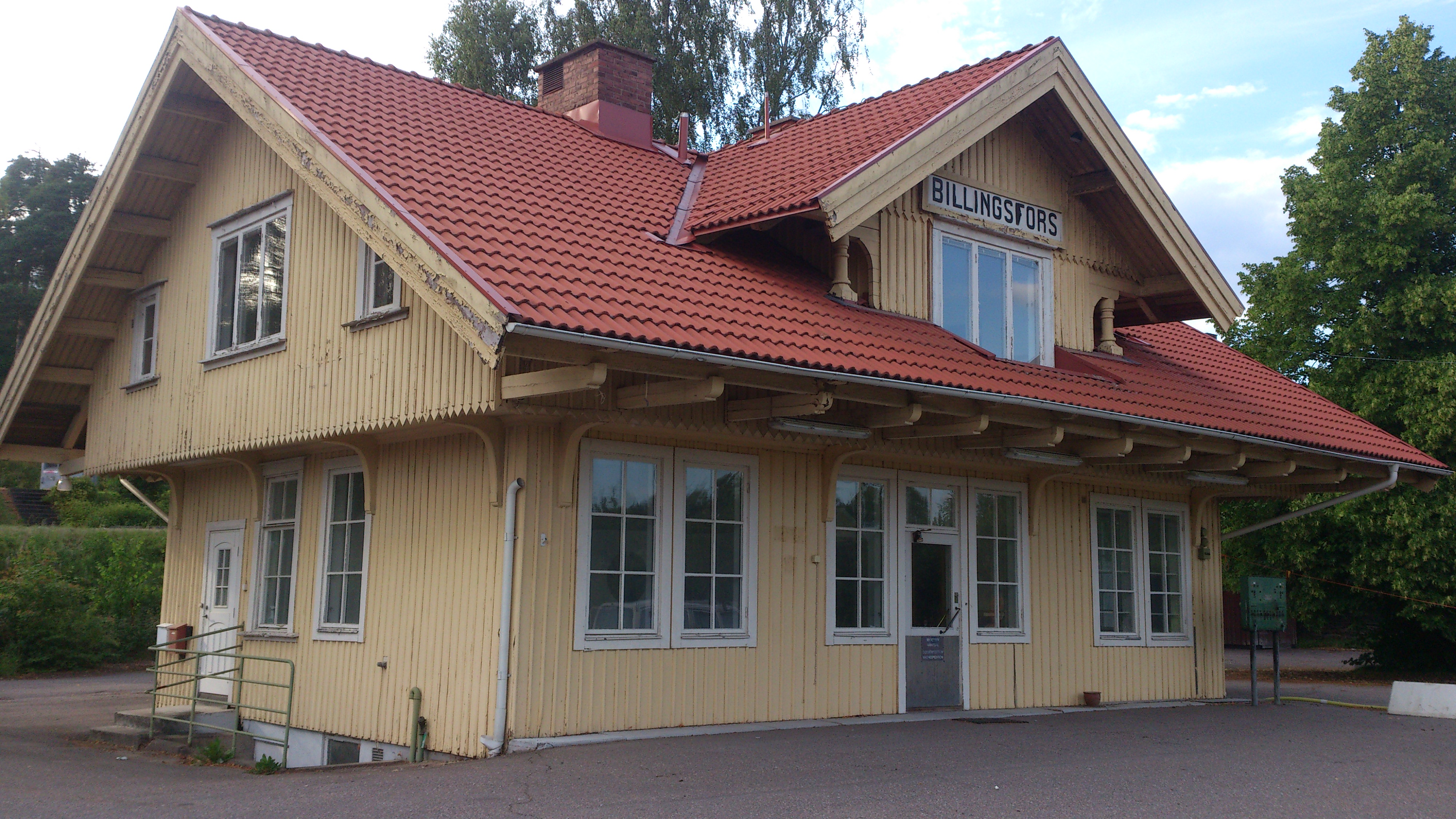
Bahnhofsgebäude in Billingsfors

Die Gesamtkosten für den Streckenbau beliefen sich auf rund 16 Millionen Kronen. Dabei wurden 13 Bahnhöfe und 14 Halte- und Ladeplätze, zum Teil mit Laderampen, errichtet. Dazu kamen 30 Bahnwärterhäuser. Elf der Bahnhöfe waren mit Weichenverriegelungen ausgestattet, diese Stationen waren zeitweise nicht besetzt. Für die Strecke wurden elf Brücken benötigt. 41 Bahnübergänge waren bewacht.
Für die Lokomotivunterhaltung wurde in Mellerud ein zweiständiger Lokomotivschuppen gegenüber dem Bahnbetriebswerk der Bergslagernas Järnvägar (BJ) gebaut. Dieser Schuppen wurde 1960 abgerissen. In Bengtsfors Ö kam 1926 ein einständiger Lokschuppen mit einer 15-Meter-Drehscheibe hinzu. 1951 erfolgte der Umbau für die Diesellokwartung. Beted erhielt 1928 einen einständigen Lokschuppen mit einer 15-Meter-Drehscheibe. In Årjäng wurde im Jahre 1928 ein Rundschuppen aus Backstein für vier Lokomotiven gebaut, er erhielt ebenfalls eine 15-Meter-Drehscheibe. Bereits 1939 kam ein Diesellokschuppen dazu. Arvika schließlich erhielt bei der Betriebseröffnung einen Rundschuppen aus Backstein mit zwei Plätzen und eine 15-Meter-Drehscheibe.
Durch die Vereinbarung mit der BJ stellte diese während der gesamten Privatbahnzeit die Fahrzeuge für die Strecke. BJ beschaffte dafür extra fünf neue Tenderlokomotiven der Baureihe Y3.
Nach der Übernahme der Strecke durch die SJ wurden die Schienen ersetzt. Mit dem verwendeten Metergewicht von 32,5 bis 45 kg/m konnten die lokomotivgeführten Züge ab diesem Zeitpunkt mit 55 km/h  und die Triebwagen mit 80 km/h verkehren.

## Betriebseinstellungen
In der zweiten Hälfte der 1950er und den frühen 1960er Jahren ging die Rentabilität wie bei vielen anderen Bahnstrecken stark zurück. Rationalisierungsmaßnahmen mit den noch von der DVVJ eingeführten Triebwagen von Hilding Carlssons Mekaniska Verkstad und ab Mai 1960 mit Triebwagen vom Typ Y6 und später Y7 brachten nur kurzfristig Erfolg. 1985 wurden noch moderne Triebwagen der Baureihe Y1 eingesetzt. Dennoch plante die SJ die Einstellung unrentabler Streckenabschnitte. Proteste der anliegenden Gemeinden hatten keinen Erfolg. So wurden Teile der Strecke im Laufe der Jahre stillgelegt und teilweise abgebaut.
Der Bahnhof Bengtsfors hieß bis 1960 Bengtsfors Östra, da bis zu diesem Zeitpunkt die Schmalspurbahn von Uddevalla in Bengtsfors V endete.
| Streckenabschnitt        | Einstellung PV                              | Einstellung GV                                   | Gesamtstilllegung                           | Bemerkungen                                             |
| ------------------------ | ------------------------------------------- | ------------------------------------------------ | ------------------------------------------- | ------------------------------------------------------- |
| Gustavsfors–Bengtsfors   |                                             | 1. Juni 1975                                     |                                             |                                                         |
| Bengtsfors–Gilserud      | 10. Juni 1985                               |                                                  |                                             |                                                         |
| Gilserud–Arvika          | 10. Juni 1985                               |                                                  |                                             |                                                         |
| Årjäng–Jössefors Östra   |                                             | 31. Juli 1985 (Betriebseinstellung)              | 1. Oktober 1988                             | bis zur Stilllegung Bedienung im Güterverkehr durch LKW |
| Mellerud–Billingsfors    | 1. September 1986 Wiedereröffnung Juni 1987 | 18. Dezember 2013 Wiedereröffnung September 2014 |                                             | ab 1987 PV nur von Mitte Juni bis Ende August           |
| Jössefors Östra–Gilserud |                                             | 1. Oktober 1989                                  |                                             |                                                         |
| Billingsfors–Bengtsfors  |                                             | 1. Oktober 1989                                  | 1. September 1986 Wiedereröffnung Juni 1987 |                                                         |

Die Gleisanlagen zwischen Årjäng und Jössefors Östra wurden 1989 und zwischen Jössefors Östra und Gilserud 1993 abgebaut. Auf dem Abschnitt Bengtsfors–Årjäng blieben die Gleise für touristische Draisinenfahrten erhalten.

## Aktueller Zustand
Am 26. Februar 1987 wurde in Bengtsfors eine Stiftung namens Dal–Västra Värmlands Järnväg (DVVJ) gegründet, in der die Gemeinden Mellerud, Bengtsfors und Årjäng Mitglieder sind. Aufgabe der Stiftung ist es, den von SJ aufgegebenen Streckenabschnitt Billingsfors–Bengtsfors betriebsfähig zu erhalten und nach der Einstellung des Personenverkehrs durch SJ in den Sommermonaten Touristenzüge zwischen Mellerud und Bengtsfors fahren zu lassen. Der Betrieb wurde im Juni 1987 mit Triebwagen der Baureihe Y7 aufgenommen. Später wurden auch Triebwagen der Baureihe Y1 beschafft. Es können auch Kombinationen aus Zugreisen und Bootstouren auf dem Dalsland-Kanal gebucht werden. Unter der Regie der Stiftung werden zwischen Bengtsfors und Årjäng auch Draisinen an Touristen vermietet.
Im Oktober 2013 schlug Trafikverket vor, die Instandhaltung der Strecke zwischen Mellerud und Billingsfors einzustellen. Dies hätte das Ende des Güterverkehrs bedeutet und der von der Stiftung DVVJ betriebene Abschnitt Billingsfors–Bengtsfors wäre vom übrigen Schienennetz abgeschnitten worden. In einem Eilprogramm zur Rekonstruktion von Bahnstrecken vom 16. Dezember 2013 wurde festgelegt, dass nach den Weihnachtsferien 2013 keine Züge mehr verkehren werden. Die vorläufige Betriebseinstellung erfolgte zum 18. Dezember 2013. Nachdem die Region Västra Götaland zugesagt hatte, einen Teil der Kosten zu übernehmen, wurde im Februar 2014 beschlossen, die Strecke Mellerud–Billingsfors für 65 Millionen SEK bis September 2014 umfangreich zu sanieren. Die Arbeiten wurden im Frühjahr und Sommer 2014 durchgeführt. Der touristische Verkehr konnte in dieser Zeit mit gewissen Einschränkungen betrieben werden. Der Güterverkehr wurde im September 2014 wieder aufgenommen, jetzt ebenfalls unter der Regie der Stiftung DVVJ.
Die Abkürzung DVVJ des Stiftungsnamens wird in touristischen Publikationen auch als Den Vackra Vyernas Järnväg (deutsch: „Eisenbahn der schönen Aussichten“) gedeutet.
Auf dem abgebauten Abschnitt zwischen Årjäng über Beted bis kurz vor Arvika verläuft heute größtenteils ein eingeschotterter Weg, teilweise wurde der Bahndamm auch zu einer asphaltierten Straße umgewidmet. Der ehemalige Trassenverlauf ist aber fast vollständig erhalten und mit dem Fahrrad durchgängig befahrbar (inklusive des 78 m langen Tunnels bei Rådana). Ebenso ist die Situation beim Abzweig von Beted nach Skillingsfors.